# Oder-Rundfahrt
Die Oder-Rundfahrt ist ein Straßenradrennen, das in der DDR begründet wurde. Die Rundfahrt wurde ab 1955 vom Deutschen Radsport-Verband der DDR (DRSV) ausgetragen. Start- und Zielort des Etappenrennens ist Frankfurt (Oder) im Bundesland Brandenburg.

## Geschichte
Das Rennen wurde 1955 zum ersten Mal unter dem Namen Oder-Rundfahrt in den Kalender des Deutschen Radsportverbandes der DDR (DRSV) aufgenommen. Bis 1963 war die Rundfahrt ausschließlich den Fahrern der Betriebssportgemeinschaften (BSG) vorbehalten. Die Organisation lag in diesen Jahren in den Händen des Bezirksfachausschusses Frankfurt (Oder) des DRSV. Ab 1964 starteten auch Fahrer der DDR-Leistungsklasse in dem Etappenrennen. Mehrfach war die Oder-Rundfahrt die erste Prüfung in der Saison für den Kader der Internationalen Friedensfahrt. Die längste Rundfahrt führte 1994 über sechs Etappen, die kürzeste 1966 über zwei Etappen. Ab 1990 fand das Rennen unter dem Namen Internationale Oder-Rundfahrt Aufnahme in den internationalen Rennkalender der Union Cycliste International (UCI). Nach der Austragung 1994 wurde die Rundfahrt aus finanziellen und organisatorischen Gründen vorübergehend eingestellt.
2011 wurde das Rennen vom Frankfurter Radsportclub FRC 90 wieder unter dem ursprünglichen Namen Oder-Rundfahrt veranstaltet. Nachdem die Rennen der Jahre 2020 und 2021 wegen der Corona-Pandemie abgesagt worden waren, fand die Oder-Rundfahrt 2022 wieder statt. Erfolgreichste Fahrer (bis 2023) sind Roland Müller, Andreas Petermann und Jan Tschernoster mit jeweils zwei Siegen.
2023 wurde das Rennen erstmals auch für Frauen ausgeschrieben: Erste Siegerin wurde die Hamburgerin Lea Lützen.

## Siegerlisten

### Männer
- 1955:	Kurt Quast (SG Fredersdorf)
- 1956:	Karl-Heinz Neitzke (BSG Motor Eberswalde)
- 1957:	Manfred Pelzer (BSG Motor Eberswalde)
- 1958:	Horst Manns (BSG Lok Lichtenberg)
- 1959:	Roland Müller (BSG Stahl Stalinstadt)
- 1960:	Horst Klawohn (SG Dynamo Frankfurt (Oder))
- 1961:	Arno Schulz (BSG Stahl Stalinstadt)
- 1962:	Roland Müller (BSG Stahl Stalinstadt)
- 1963:	Rainer Pluskat (SG Semper Berlin)
- 1964:	Steffen Dienewald (SG Dynamo Dresden-Nord)
- 1965:	nicht ausgetragen
- 1966:	Bernhard Eckstein (SC DHfK Leipzig)
- 1967 bis 1974: nicht ausgetragen
- 1975:	Reinhard Langanke (SC Dynamo Berlin)
- 1976:	Michael Schiffner (SC DHfK Leipzig)
- 1977:	Andreas Petermann (SC DHfK Leipzig)
- 1978:	nicht ausgetragen
- 1979:	Hardy Gröger (ASK Vorwärts Frankfurt (Oder))
- 1980:	Olaf Ludwig (SG Wismut Gera)
- 1981:	Bodo Straubel (SC DHfK Leipzig)
- 1982: Andreas Petermann (SC DHfK Leipzig)
- 1983:	Dieter Stein (TSC Berlin)
- 1984:	František Vanko (ČSSR)
- 1985:	Mario Hernig (SC Karl-Marx-Stadt)
- 1986:	Olaf Jentzsch (SC Cottbus)
- 1987:	Christian Jäger (TSC Berlin)
- 1988:	Torsten Bredow (ASK Vorwärts Frankfurt (Oder))
- 1989:	Dan Radtke (ASK Vorwärts Frankfurt (Oder))
- 1990:	Ralf Schmidt (RC Charlottenburg)
- 1991:	Gerhard Dummert (Stuttgarter RG)
- 1992:	Stephan Gottschling (RSG Nürnberg)
- 1993:	Klaus Lungershausen (RSG Frankfurt am Main)
- 1994–2010 nicht ausgetragen
- 2011:	Rüdiger Selig (Jenatec)
- 2012:	Nils Plötner (RaiKo Stölting)
- 2013:	Thomas Koep (Team Stölting)
- 2014:	Tim Schlichenmaier (MLP-Bergstraße)
- 2015:	Jan Tschernoster (Rad-net-Rose)
- 2016:	Jan Tschernoster (Rad-Net-Rose)
- 2017:	Manuel Porzner (Heizomat)
- 2018:	Tom Wirtgen (Ago-Aqua-Service)
- 2019:	Jasper Schouten (Allinq-Krush-De Ijsselstreek)
- 2020–2021: nicht ausgetragen
- 2022: Theo Reinhardt (Deutschland Bahn)
- 2023: Jeroen van Krimpen (Dutch Food Valley Cycling Team)
- 2024: Rik van der Wal (Sensa Cyclingteam)

### Frauen
- 2023: Lea Lützen (FC St. Pauli)
- 2024: Lisa Kromm (Maxx-Solar Rose Women Racing)